# Violette ligneuse
Viola arborescens
Espèce
Synonymes
- Viola arborescens var. serratifolia DC.[2]
- Viola suberosa Desf.[2]

La Violette ligneuse, Viola arborescens, est une espèce de plantes à fleurs de la famille des Violaceae originaire du bassin méditerranéen.

## Description

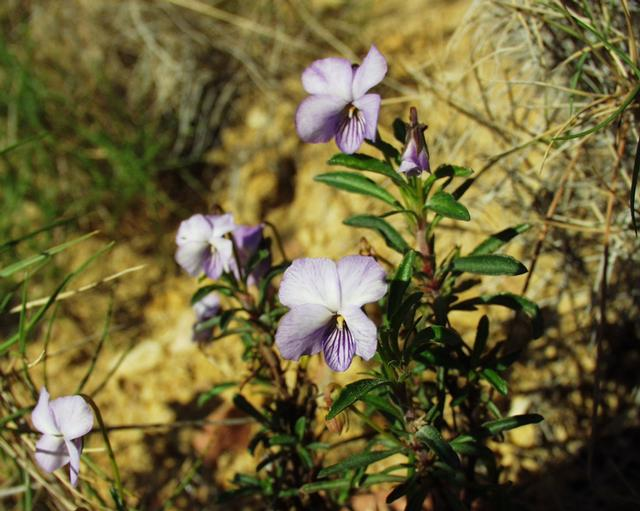
Viola arborescens.

## Répartition et Habitat

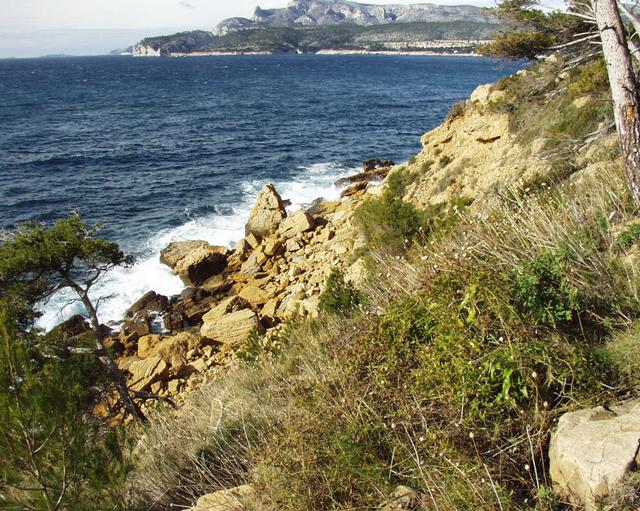
Biotope de Viola arborescens.

La Violette ligneuse est une espèce ouest-méditerranéenne. Elle se trouve surtout sur des habitats côtiers avec bio-climat thermo-méditerranéen.